# Vievis
Vievis è una città della Lituania, situata nella contea di Vilnius.